# Oberdan Cattani
Oberdan Cattani (Sorocaba, 12 giugno 1919 – San Paolo, 20 giugno 2014) è stato un calciatore brasiliano, di ruolo portiere. Era figlio di italiani emigrati dalla Toscana.

## Caratteristiche tecniche
Riusciva a parare bloccando la palla con una mano.

## Carriera

### Club
Soprannominato la muraglia, fu il portiere del Palmeiras dal 1941 al 1954, disputando 351 gare ufficiali, vincendo quattro campionati e divenendo una leggenda del club brasiliano. Il Palmeiras, pochi giorni prima della sua morte aveva deciso di dedicargli, nella propria sede, un busto che lo raffigurava, onore che era spettato ad altri quattro giocatori del club.

### Nazionale
Ha esordito con la Nazionale brasiliana nel 1944, giocando nove partite.